# Ла-Валле-о-Бле
Ла-Валле́-о-Бле́ (фр. La Vallée-au-Blé) — коммуна во Франции, находится в регионе Пикардия. Департамент коммуны — Эна. Входит в состав кантона Марль. Округ коммуны — Вервен.
Код INSEE коммуны — 02759.

## Население
Население коммуны на 2010 год составляло 347 человек.
| 1962 | 1968 | 1975 | 1982 | 1990 | 1999 | 2010 |
| ---- | ---- | ---- | ---- | ---- | ---- | ---- |
| 406  | 450  | 405  | 413  | 366  | 342  | 347  |

## Экономика
В 2010 году среди 209 человек трудоспособного возраста (15—64 лет) 127 были экономически активными, 82 — неактивными (показатель активности — 60,8 %, в 1999 году было 63,5 %). Из 127 активных жителей работали 109 человек (60 мужчин и 49 женщин), безработных было 18 (11 мужчин и 7 женщин). Среди 82 неактивных 17 человек были учениками или студентами, 33 — пенсионерами, 32 были неактивными по другим причинам.